# Панчо Панайотов
Панчо Б. Панайотов е български лекар и политик от Съюза на демократичните сили, кмет на Дупница в периода 1991 – 1997 г.

## Биография
Панчо Любомиров Панайотов е роден на 1 октомври 1948 година в град Рила. Завършва средно образование в родния си град през 1966 г. Завършва Медицинската академия в София през 1974 г.
Лекар (вътрешни болести и сърце) в село Расово (Ломско) и в „Бърза помощ“ в Дупница.
Избран е от листата на СДС през 1991 година за кмет на Дупница. Като такъв връща старите имена на града, улиците и площадите. Демонтира паметника на Станке Димитров и на негово място построява шадраван. Старата търговска улица е обособена като пешеходна зона. Мандатът му изтича през 1997 година.
Народен представител от ОДС в XXXVIII НС. Подава оставка на 11 октомври 2000 г. Веднага след края на XXXVIII НС д-р П.Панайотов отива в здравната каса и поисква списък на всички села, които си нямат лекари. Дали му го и тръгва да обикаля из страната. Работил като лекар в с. Дойренци (обл. Ловеч), с. Нова махала (Пещерско) и с. Сърница (Девинско), с. Златия (Ломско).
От 2012 г. работи в „Бърза помощ“ в гр. Рила.
През март 2018 г. инициира създаването на „Дясна народна партия“.